# باشگاه فوتبال بکامکس بین دونگ
باشگاه فوتبال بکامکس بین دونگ (ویتنامی: Câu lạc bộ bóng đá Becamex Bình Dương) یک باشگاه فوتبال در کشور ویتنام است.
این باشگاه که در شهر قرار دارد در سال ۱۹۶۷ میلادی تأسیس شده و سابقه ۳ قهرمانی در لیگ دسته اول فوتبال ویتنام و یک قهرمانی در جام حذفی این کشور را در کارنامه دارد.